# Groupe de prévention du décrochage scolaire
Mis en place par la circulaire no 2013-035 du 29 mars 2013, le groupe de prévention du décrochage scolaire (GPDS) est une instance obligatoire dans chaque établissement du second degré. Anciennement appelé cellule de veille et inspiré du Groupe d’Aide à l’INsertion (GAIN), le GPDS est un dispositif de prévention et de traitement du « décrochage scolaire » placé sous l’autorité du chef d’établissement. Ce groupe prévention a donc un rôle primordial.

## Quelques définitions importantes et sigles
Avant de parler du GPDS en profondeur, il semble important de définir les notions de « décrochage scolaire », de « décrocheur » et d’« absentéiste ».
Tout d’abord, le « décrochage scolaire » est le processus amenant le jeune à « quitter le système de formation initiale sans avoir obtenu une qualification équivalente au baccalauréat ou un diplôme à finalité professionnelle, de type certificat d'aptitude professionnelle (CAP) ou brevet d'études professionnelles (BEP) ».
Ensuite, un décrocheur est un sortant sans diplôme. D’après la circulaire du 9 février 2011, les décrocheurs sont « les jeunes qui ont décroché du système de formation initiale, en cours ou en fin d’année scolaire, sans avoir acquis un niveau de diplôme minimal ».
Enfin, un absentéiste est un élève « pour lesquels on constate des absences répétées et non régularisées (à partir de 4 demi-journées dans le mois) ».

Dans cet article, plusieurs sigles sont utilisés :
GPDS = Groupe de Prévention du Décrochage Scolaire
MLDS = Mission de Lutte contre le Décrochage Scolaire
PSAD = Plateforme de Suivi et d’Appui aux Décrocheurs
RDS = Référent Décrochage Scolaire
DIMA = Dispositif d'Initiation aux Métiers en Alternance
FoQualE = Formation Qualification Emploi
CPE = conseiller principal d’éducation
PsyEN spécialité EDO = Psychologue de l'éducation nationale spécialité éducation, développement et orientation scolaire et professionnelle

## Description du GPDS

### Rôles du GPDS et ses objectifs
Le GPDS a pour rôle principal de repérer et de recenser les élèves démotivés, les « absentéistes », les élèves en risque de décrochage et ceux en situation de décrochage scolaire. Ce groupe doit les accueillir, mettre en place des remédiations adaptées aux besoins de chaque élève repéré et assurer leur suivi. Le GPDS est là pour faciliter la communication entre les personnels de l’établissement et les engager dans les actions mises en place pour un meilleur accompagnement de ces élèves. Pour finir, le GPDS doit mettre en place des actions de prévention du décrochage scolaire.
Les objectifs du GPDS sont multiples. Le premier objectif est la lutte contre l’absentéisme. Étant le premier signe d’alerte d’une situation de décrochage scolaire, le GPDS essaie de diminuer l’absentéisme en proposant des aides adaptées à l’élève. Il cherche à comprendre les raisons de cet absentéisme. Le deuxième objectif est la lutte contre le décrochage. Le but est de limiter le nombre de sorties prématurées du système scolaire ou d’abandons scolaires en raccrochant les élèves présentant des signes de désintérêt. Le troisième objectif est la prévention du décrochage. Il s’agit de prévenir avant que les signes de décrochage apparaissent. Il peut s’agir d’un découragement face aux difficultés rencontrées ou encore un élève qui semble « perdu ». Enfin, le dernier objectif est l’aide à l’orientation ou à la réorientation. Le GPDS va aider dans le choix d’une voie convenant à l’élève, dans ou hors un établissement scolaire, pour faciliter le retour en formation de l’élève.

### Les acteurs du GPDS et leurs rôles
Le GPDS est une instance qualifiée de « multi-catégorielle » car elle réunit différentes catégories de personnels. Nous retrouvons les acteurs suivants :
- Le proviseur et son adjoint : doivent installer le GPDS dans l’établissement et identifier un référent décrochage scolaire[6].
- Le référent décrochage scolaire : est le tuteur de l’élève qui va coordonner les actions du GPDS, animer les réunions et en faire le bilan, participer à l’élaboration du diagnostic et du suivi des actions et faire le lien entre les différents acteurs du GPDS[7].
- Le professeur principal et certains enseignants : connaissent l’élève dans le groupe classe[4]. Le professeur principal sera la personne qui aura déclenché la prise en charge du GPDS en remplissant la « fiche repérage ».
- Le conseiller principal d’éducation : connait l’élève en dehors du groupe classe et va permettre le lien avec la famille de l’élève[4].
- Le PsyEN spécialité EDO : apporte son expertise psychologique par rapport au développement de l'adolescent, à travers notamment la prise en compte de l'environnement psychosocial de celui-ci et constitue un appui pour l'équipe éducative grâce à sa connaissance des différentes filières de formation pour l’orientation[4].
- L’infirmière scolaire : va repérer si l’élève est en mal-être et va apporter des solutions appropriées[4].
- L’assistante sociale : fait de la médiation auprès de l’élève et de sa famille et apportera sa connaissance des différentes structures sociales[4].
- Le documentaliste : aidera l’élève dans l’organisation de son travail personnel et de la recherche[4].
- Les personnels de la MLDS : collaborent à la mise en place d’actions de préventions[8].

En théorie, cette pluralité d’acteurs permet une meilleure analyse de la situation de chaque élève afin de lui proposer les remédiations les plus adaptées. Nous pouvons donc parler de prise en charge collective dans la mission de prévention du « décrochage scolaire ». 

### Les élèves concernés
Plusieurs élèves sont concernés par la prise en charge du GPDS. Nous avons les élèves en risque de décrochage. Ce sont ceux qui présentent quelques signaux incitant à la vigilance. Il y a ceux qui donnent les premiers signaux réels du décrochage comme un fort taux d’absentéisme et qui ont besoin d’une intervention du GPDS. Enfin, il y a ceux qui sont en décrochage scolaire depuis longtemps et qui sont généralement repérables dès la rentrée scolaire.

### Actions menées
Le GPDS va mettre en place des outils de diagnostic et de suivi des élèves comme l’entretien d’explicitation avec l’élève, la fiche de repérage faite par le professeur principal ou encore le tableau de suivi des signalements et des prises en charge. Afin d’élaborer un parcours adapté à l’élève, le GPDS va proposer des rencontres avec l’élève et ses parents. Par la suite, il va mettre en place différentes actions de remédiation adaptée à l’élève ou de médiation. Il peut s’agir d’un travail sur l’élève comme l’estime de soi ou encore sur son bien-être, des aides dans le cadre de l’Accompagnement Personnalisé (AP), du tutorat, du soutien, de l’accompagnement sur son projet professionnel et personnel, la mise en place de modalités d’accompagnement alternatives nécessitant quelquefois l’intervention de partenaires extérieurs, des stages d’observation dans d’autres filières pour ensuite organiser et suivre le devenir scolaire ou professionnel de l’élève sorti récemment du système scolaire.

## Indicateurs déclenchant la prise en charge
Nous pouvons classer les indicateurs du décrochage scolaire en cinq catégories :
- Indicateurs liés aux apprentissages : Il peut s’agir de difficultés à s’organiser dans son travail, un manque de concentration ou de motivation ou encore des difficultés scolaires avec une chute brutale des résultats scolaires[7].
- Indicateurs liés au parcours scolaire : Peut-être des redoublements ou une orientation non choisie, aucun projet professionnel[7].
- Indicateurs liés au comportement : Comme des retards répétés, des absences récurrentes, un trouble de la sociabilité c'est-à-dire des difficultés dans le rapport aux autres, l’élève présente de l’agressivité, de l’indiscipline, il est agité ou dort en classe[7]…
- Indicateurs liés à l’équilibre personnel : Des difficultés sociales, familiales ou psychologiques. Dans ces difficultés, nous trouvons des troubles au niveau relationnel c'est-à-dire état dépressif ou sentiment d’injustice, des difficultés dans le rapport à la famille, peu de confiance en soi, faible estime de soi ou encore fatigue permanente[7].
- Indicateurs liés au désinvestissement scolaire : Les élèves ne faisant pas leurs devoirs ou n’apportant pas leur matériel scolaire[11].

Tous ces signes doivent alerter le personnel éducatif mais tous ces signes n’aboutissent pas obligatoirement au décrochage scolaire de l’élève qui les présente.

## L’accompagnement
L’accompagnement se fait en plusieurs étapes. Il commence par un signalement. En effet, un personnel éducatif va repérer un élève en situation de décrochage scolaire. Il le signale au professeur principal de l’élève qui remplit une « fiche de repérage », transmise par la suite au CPE ou au RDS du GPDS. Ensuite, vient la mise en place du GPDS qui étudie la situation et prend une décision. Une fois le suivi de l’élève prononcé, un diagnostic de la situation de l’élève est mis en place avec l’aide d’outil comme la « fiche diagnostic » et la « fiche de suivi ». Le GPDS peut également avoir recours à l’outil « siècle décrochage scolaire » qui permet de partager les informations concernant le suivi de l’élève. Ce suivi se fait sur l’année scolaire et est ponctué de plusieurs réunions. La fréquence de ces réunions est au bon vouloir de l’établissement mais généralement une réunion est organisée à la rentrée scolaire puis une réunion à chaque fin de trimestre.
Les objectifs de cet accompagnement sont de faire le point sur l’orientation de l’élève, redonner du sens à sa scolarité, lui faire acquérir une méthode de travail, l’aider à mieux comprendre les attentes de l’institution vis-à-vis des élèves. Il s’agit d’apporter un parcours individualisé à l’élève en lui adaptant son emploi du temps ou encore en lui proposant des stages ou des immersions dans une formation autre que la sienne.
Pour accompagner au mieux les élèves, l’Éducation nationale met à disposition des ressources. Au niveau du district, l’Éducation nationale propose des actions avec la MLDS comme des dispositifs d’accès à l’apprentissage, par exemple le Dispositif d'Initiation aux Métiers en Alternance (DIMA). Ce dispositif rend accessible le monde professionnel à des élèves âgés de 15 ans ou plus, désireux d’intégrer le monde du travail. Ensuite, il y a les relais lycéens qui aident les élèves en décrochage scolaire en leur proposant divers ateliers thématiques, les micro-lycées qui sont des structures accueillant des élèves âgés entre 17 et 25 ans en décrochage scolaire depuis six mois dont l’objectif est de leur redonner le goût d’apprendre mais aussi les classes-relais ou ateliers-relais qui accueillent temporairement des élèves pour les rescolariser. Le dispositif « parcours aménagé de formation initiale » peut également être proposé à l’élève lui permettant de faire des activités autres que scolaires. Nous trouvons aussi des ressources destinées au RDS pour optimiser ses actions auprès de l’élève.
L’accompagnement prend fin soit quand l’élève a surmonté ses difficultés et n’a plus besoin d’accompagnement, soit quand l’élève n’arrive pas à résoudre ses difficultés et montre toujours des signes de décrochage. Dans ce cas-là, il est possible de faire appel au réseau Formation Qualification Emploi (FoQualE). Ce réseau pourra soit proposer un dispositif de l’Éducation nationale, soit diriger l’élève vers la Plateforme de Suivi et d’Appui aux Décrocheurs (PSAD).
Il faut savoir que cet accompagnement peut être mis fin en cours d’année scolaire.